# Ferrari Purosangue
La Ferrari Purosangue est un SUV coupé sportif du constructeur automobile italien Ferrari produit à partir de 2023.
Son design a été développé par le centre de style Ferrari sous la direction de Flavio Manzoni.

## Présentation
Le 23 mars 2022, le constructeur au cheval cabré dévoile une première image officielle de la face avant de son SUV Purosangue, . La Purosangue est présentée officiellement le 13 septembre 2022. 
Avec ce modèle, Ferrari rejoint ses concurrents sur le marché très porteur des SUV très haut de gamme avec les véhicules sportifs Lamborghini Urus, Aston Martin DBX, Maserati Levante, Porsche Cayenne, Range Rover SVR ou luxueux Bentley Bentayga et Rolls-Royce Cullinan.
C'est le premier modèle avec quatre portes, quatre places et quatre roues motrices de la marque italienne. À plusieurs reprises, Ferrari a nié avoir construit un SUV ; la Purosangue est strictement appelé FUV (Ferrari Utility Vehicle).

## Caractéristiques techniques
La Ferrari Purosangue (nom de code F175) repose sur la plateforme technique de la Ferrari Roma, dont il s'inspire aussi pour son design intérieur. 
Il dispose de portes arrière antagonistes à ouverture électrique (jusqu'à 79°), dénuées de poignées de porte, et elle conserve des montants centraux.
La Purosangue est dotée d'un moteur thermique V12 de 6,5 litres de cylindrée à carter sec d'une puissance de 725 ch (533 kW) à 7 750 tr/min et 716 N m de couple, repris de la Ferrari 812 Superfast.
| Logo de Ferrari               | Purosangue,                                       |
| ----------------------------- | ------------------------------------------------- |
| Moteur                        | 12-cylindres en V (F140IA)                        |
| Alimentation                  | Atmosphérique                                     |
| Cylindrée (cm3)               | 6 496                                             |
| Puissance maximale ch (kW)    | 725 (533)                                         |
| au régime de (tr/min)         | 7 750                                             |
| Couple maximal (N m)          | 716                                               |
| au régime de (tr/min)         | 6 250                                             |
| Boîte de vitesses             | Robotisée à double embrayage 8 rapports (F1 DCT8) |
| Transmission                  | Intégrale                                         |
| Vitesse maximale (km/h)       | 313                                               |
| 0-100 km/h (s)                | 3,3                                               |
| 0-200 km/h (s)                | 10,6                                              |
| Consommation mixte (L/100 km) | 17,3                                              |
| Émissions de CO2 (g/km)       | 393                                               |
| Capacité du réservoir (L)     | 100                                               |
| Masse à vide (kg)             | 2 033                                             |
| Dimensions des pneumatiques   | Avant : 255/35 R22 Arrière : 315/30 R23           |
| Norme environnementale        | Euro 6                                            |